# Pietermanachtigen
Pietermanachtigen (Trachinoidei) vormen een onderorde van de Baarsachtigen (Perciformes).

## Taxonomie
De onderorde wordt onderverdeeld in de volgende families:
- Ammodytidae (Zandspieringen)
- Champsodontidae (Champsodonten)
- Cheimarrichthyidae (Nieuw-Zeelandse krokodilvissen)
- Chiasmodontidae (Chiasmodontiden)
- Creediidae (Zandduikers)
- Leptoscopidae (Zuidelijke zandvissen)
- Percophidae (Baarszalmen)
- Pinguipedidae (Krokodilvissen)
- Trachinidae (Pietermannen)
- Trichodontidae (Zandvissen)
- Trichonotidae (Wadvissen of zandduikers)
- Uranoscopidae (Sterrenkijkers)